# Motorola Moto G (terza generazione)
Il Motorola Moto G di terza generazione, conosciuto meglio come Moto G 2015 è uno smartphone Android sviluppato da Motorola Mobility di Lenovo, annunciato il 28 luglio 2015. Il dispositivo è stato svelato all'evento tenutosi in India.

## Descrizione
Il Moto G di terza generazione ha un display di 5 pollici con risoluzione HD di 1280 x 720p con vetro Corning Gorilla Glass 3, una camera con 13 megapixel non differente dal Nexus 6 con diverse opzioni includendo HDR e l'impostazione della luminosità dello schermo, un processore quad-core Snapdragon 410, la scocca del telefono è removibile con texture in plastica, presenta varie colorazioni grazie al Motorola's Moto Maker (non disponibile, al momento, in Italia) ed è resistente all'acqua grazie alla normativa IPX7, questo telefono ha la capacità di resisterne per circa un metro di profondità per 30 minuti. Il dispositivo è disponibile principalmente in due varianti: una da 8GB di memoria interna e 1GB di RAM, e una da 16GB di memoria interna e 2GB di RAM. Questo telefono dispone di una batteria di 2470 mAh Li-ion non removibile. Entrambi i modelli supportano la tecnologia LTE.
Il telefono esegue il sistema operativo stock Android 5.1.1 Lollipop, aggiornabile ad Android 6.0.1 Marshmallow, suo ultimo update. Il telefono in Italia è disponibile solo nella versione single SIM, negli altri Paesi c'è la variante dual-SIM.